# Musée de littérature de Kamakura
Le musée de littérature de Kamakura (鎌倉文学館, Kamakura Bungakukan) est un petit musée de la préfecture de Kanagawa au Japon, qui contient des documents sur les écrivains qui ont vécu, sont morts ou ont été actifs dans la ville de Kamakura elle-même. Le musée présente des effets personnels, des manuscrits, des éditions originales et des documents appartenant à plus d'une centaine d'écrivains de la littérature japonaise, dont Soseki Natsume et Kawabata Yasunari ainsi que le réalisateur Yasujiro Ozu.
Une plaque est apposée devant la villa :

« Musée de littérature de Kamakura (villa de l'ancienne et noble famille Maeda)
La maison est bâtie en 1936 par Toshinari Maeda (前田利為), 16e chef de la famille Maeda, (partie du clan Kaga). Elle se trouve à mi-hauteur d'une colline à Kamakura, surplombant la baie de Sagami et représente l'architecture des villa de cette époque. Eisaku Sato, ancien premier ministre et lauréat du prix Nobel de la paix, l'a occupée une fois. Elle apparaît également dans une scène de Neige de printemps, roman de Yukio Mishima, célèbre romancier. Elle ouvre ses portes au public en tant que musée de littérature de Kamakura en novembre 1985. Le bâtiment principal du musée est enregistré comme bien culturel district de Nishimatsuura en avril 2000. »

## Source
- (ja) Kamakura Shoko Kaigijo, Kamakura Kanko Bunka Kentei Koshiki Tekisutobukku, Kamakura, Kamakura Shunshusha, 2008 (ISBN 978-4-7740-0386-3)